# 師範教育令
師範教育令（しはんきょういくれい、昭和18年勅令第109号）は、師範学校令に代わって1897年（明治30年）10月9日に公布された勅令（制定時は明治30年勅令第346号、後に全部改正）。教員を養成する学校（師範学校）に関して定めていた。

## 第1次師範教育令

### 概要
1897年（明治30年）10月9日に公布、1898年（明治31年）4月1日に施行された。これにより師範学校令が廃止された。
附則を含め、全11条からなる。それまでの尋常師範学校が師範学校に改称され（尋常が除かれ）、師範学校と高等師範学校・女子高等師範学校の目的が明文化された。また生徒の学費を原則学校から支給することに関して変更はなかったが、それとは別に私費生を置くことができるようになった。

### 学校
師範学校
師範学校は、小学校の教員を養成する学校。北海道および各府県に1校または数校設置する。予備科・小学校教員講習科・幼稚園保姆講習科を設置することができる（第9条）。 
高等師範学校
師範学校、尋常中学校（後の中学校（旧制））、高等女学校の教員を養成する。
女子高等師範学校
師範学校女子部、高等女学校の教員を養成する。

### 一部改正
- 1941年（昭和16年）- 国民学校令の公布による一部改正（昭和16年勅令第152号）
  - 小学校を国民学校に変更。

### 関連規程
師範学校規程（明治40年文部省令第12号）
- 生徒教養の要旨、学科およびその程度、教授日数および式日、編制、教科用図書、入学・退学および懲戒、学資、卒業後の服務、講習科、附属小学校および附属幼稚園、設備、設置および廃止等について詳細に規定。
- 師範学校には本科と予備科を置き、本科を第1部・第2部に分ける。
- 修業年限は予備科が1年、本科第1部が4年、本科第2部男子が1年、本科2部女子が2年（4年制高等女学校卒業者）または1年（5年制高等女学校卒業者）とする。
- 入学資格は予備科が修業年限2年の高等小学校卒業者とし、本科第1部は予備科修了者または修業年限3年の高等小学校卒業者とする。
- 簡易科を廃止。
- 従来男女の修業年限を異にしていたが、男女の修業年限を同一とする。
- 1910年（明治43年）5月31日、同規程に基づき、「師範学校教授要目」が制定される。

高等師範学校規程
- 1894年（明治27年）4月6日制定
- 1898年（明治31年）4月改定
  - 文科、理科を細分化する。文科には教育学部・国語漢文部・英語部・地理歴史部を、理科には理化数学部・博物学部を設置し、6部構成とする。
  - 学科目に関しては倫理・教育学・国語・英語・体操以外は各部でそれぞれ独自な科目を設置する。
- 1900年（明治33年）1月改定
  - 文科と理科の区分を廃止し、予科1年・本科3年・研究科1年の構成とする。本科を4学系（語学・地歴・数物化学・博物）の構成とする。
- 1903年（明治36年）1月改定
  - 本科を国語漢文部・英語部・地理歴史部・数物化学部および博物学部の五部構成とする。
- 1915年（大正4年）2月 - 学科を文科・理科・特科とし、特科として東京高等師範学校に体育科、広島高等師範学校に教育科を設置。

女子高等師範学校規程
- 1894年10月2日制定
- 1897年（明治30年）10月改定
  - 文科・理科を設置。加えて専修科・専科生の制度を制定。倫理・教育学・国語・外国語・家事・体操を共通科目とする。
- 1899年（明治32年）2月改定
  - 文科・理科に加え技芸科を設置。
- 1908年（明治41年）3月改定
  - 奈良女子高等師範学校の新設に伴う改正。
  - 東京女子高等師範学校に文科・理科・技芸科を設置。
  - 奈良女子高等師範学校は予科4ヶ月・本科3年8ヶ月とし、本科に国語漢文部・地理歴史部・数物化学部・博物家事部を設置。
- 1911年（明治44年）11月改定
  - 東京女子高等師範学校の文科・理科・技芸科の各科をさらに第1部・第2部とし、6種類の専攻を認める。
- 1914年（大正3年）3月改定
  - 東京・奈良両女子高等師範学校の学科を文科・理科・家事科の3学科に整備。

## 第2次師範教育令
1943年（昭和18年）3月8日、師範教育令が全部改正され、同年4月1日に施行された（昭和18年勅令第109号）。第1章では師範学校について、第2章では高等師範学校と女子高等師範学校について規定している。
同時に、「師範学校規程」、「高等師範学校」および「女子高等師範学校規程」が改定された。

### 変更点
師範学校
- 官立（国立）に移管し、師範学校（男子校）と女子師範学校を統合し、師範学校男子部・女子部とする。
- 男子部・女子部ともに本科と予科を設置する。
  - 本科 - 修業年限を3年、入学資格を予科修了者・中学校または高等女学校の卒業者（16歳以上）とする。
  - 予科 - 修業年限を2年、入学資格を国民学校高等科の修了者（14歳以上）とする。
- 本科卒業者のために研究科を設置することができる。
- 附属国民学校を設置する（公立の国民学校を代用することも可能）。また附属幼稚園を設置することもできる。

高等師範学校・女子高等師範学校
- 修業年限を4年とする。
- 入学資格は、高等師範学校が中学校の卒業者、女子高等師範学校が高等女学校の卒業者とする。
- 卒業者を対象に研究科を設置することができる。
- 高等師範学校に附属中学校と附属国民学校を、女子高等師範学校に附属高等女学校・附属国民学校・附属幼稚園を設置する。（公立中学校・公立国民学校・公立高等女学校・公立または私立幼稚園を代用することもできる）

### 一部改正
- 1944年（昭和19年）2月17日（昭和19年勅令第81号）公布、同年4月1日施行
  - 青年師範学校の設置に伴い、青年師範学校に関する条文が追加される（第3章 第20～29条）。
    - 青年師範学校は官立（国立）とし、男子部と女子部を設置する。
    - 修業年限を3年とし、入学資格を予科修了者、中学校か高等女学校の卒業者（16歳以上）とする。
    - 予科を設置することができる。予科の修業年限は2年で、入学資格を国民学校高等科の修了者（14歳以上）とする。
    - 卒業者のために研究科を設置することができる。
    - 附属青年学校を設置する。（公立または私立の青年学校を代用することもできる）
    - これまでの青年学校教員養成所を青年師範学校に改称する。

## 廃止
- 1947年（昭和22年）4月1日 学校教育法の施行により、廃止。